# Mindaugas Malinauskas
Mindaugas Malinauskas (* 11. August 1983 in Vilnius) ist ein litauischer Fußballspieler.

## Karriere
Malinauskas spielte für FK Šilutė, FBK Kaunas und Žalgiris Vilnius. Zur Saison 2009 wechselte er nach Lettland zum Verein FK Tranzits Ventspils, wo er Stammtorhüter wurde. 2010 ging er nach Ungarn, wo er in der Nationalen Meisterschaft zunächst für Diósgyőri VTK und ab der Saison 2010/11 für Debreceni VSC antrat. Malinauskas kam in den Jahren 2006 und 2007 zu mehreren Länderspieleinsätzen für die litauische Fußballnationalmannschaft.